# Agostino
Agostino  è un nome proprio di persona italiano maschile.

## Varianti
- Maschili
  - Ipocoristici: Ago[5], Tino, Dino[2]
- Femminili: Agostina[1][3][4][6]
  - Ipocoristici: Tina, Dina

### Varianti in altre lingue
- Aragonese: Agostín
- Asturiano: Agostin[7]
- Azero: Avqustin
- Basco: Agustin, Augustin[7]
  - Femminili: Auxtina[7]
- Bielorusso: Аўгусцін (Aŭhuscin)
- Bretone: Eosten
- Bulgaro: Августин (Avgustin)
- Catalano: Agustí[2][7]
  - Femminili: Agustina[7]
- Ceco: Augustin[2] Augustín[2]
- Croato: Augustin[2]
  - Ipocoristici: Dino[2], Tin[2]
- Danese: Augustin
- Esperanto: Aŭgusteno
- Francese: Augustin[2][4]
  - Femminili: Augustine[6]
- Galiziano: Agostiño[7]
  - Femminili: Agostiña[7]
- Gallese: Awstin[2]
- Greco moderno: Αυγουστίνος (Augoustinos)
- Inglese: Augustine[2][8], Austin[2][4][8], Austen[2][8], Austyn[2]
  - Ipocoristici: Gus[8]
- Irlandese: Agaistín
- Islandese: Ágústínus
- Latino: Augustinus[1][2]
  - Femminili: Augustina[1][6]
- Lettone: Augustīns
- Ligure: Gostin, Agostin[9], Aostin[10]
  - Ipocoristici: Gostinin, Agostinin[9], Aostinin[10]
- Lituano: Augustinas[2]
- Macedone: Августин (Avgustin)
- Maltese: Wistin
- Medio inglese: Austin[8]
- Norvegese: Augustin
- Occitano: Agustin
- Olandese: Augustijn[2]
  - Ipocoristici: Stijn[2], Tijn[2]
- Polacco: Augustyn[2]
  - Femminili: Augustyna[6]
- Portoghese: Agostinho[2]
- Rumeno: Augustin[2]
- Russo: Августин (Avgustin)
- Serbo: Августин (Avgustin)
- Siciliano: Austinu
  - Ipocoristici: Austineḍḍu
- Slovacco: Augustín[2]
- Sloveno: Avguštin[2]
- Spagnolo: Agustín[2][7]
  - Femminili: Agustina[6][7]
- Tedesco: Augustin[4]
  - Femminili: Augustine[6]
- Ucraino: Августин (Avhustyn)
- Ungherese: Ágoston[2]

## Origine e diffusione
Deriva dal cognomen romano Augustinus, derivato dal nome Augustus; si tratta per la precisione di un patronimico, avente quindi il significato di "relativo ad Augusto", "della famiglia di Augusto".
La diffusione in ambienti cristiani è dovuto al culto di vari santi, principalmente quello di sant'Agostino d'Ippona, un filosofo considerato Dottore della Chiesa; a un altro santo, Agostino di Canterbury, si deve un'ulteriore notevole popolarizzazione del nome in Inghilterra durante il Medioevo.
La forma inglese Austin, originatasi da una contrazione medio-inglese dell'originale Augustine, riprende in parte anche l'omonimo cognome (che peraltro è derivato dal nome).

## Onomastico

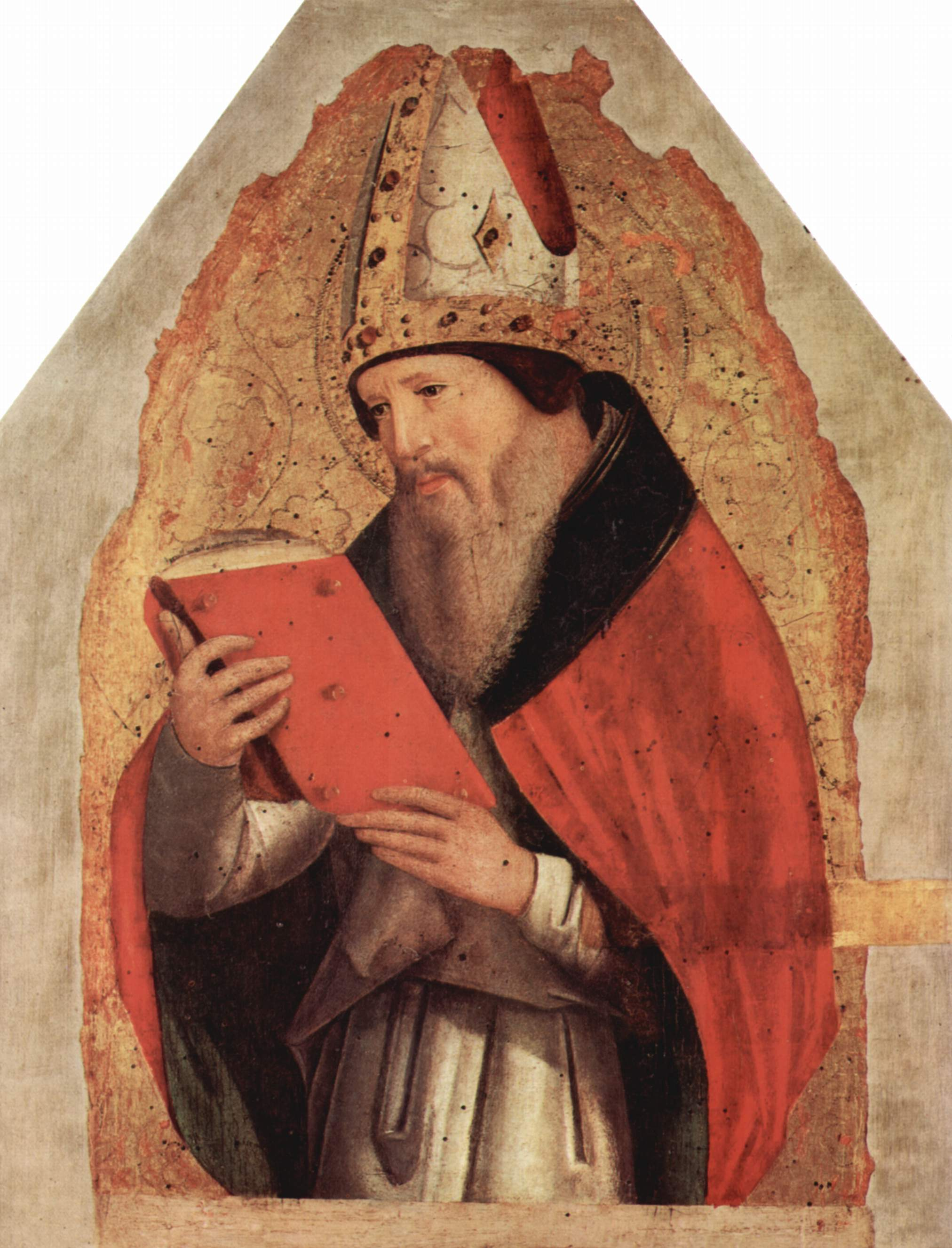
Sant'Agostino, di Antonello da Messina

L'onomastico viene festeggiato il 28 agosto in memoria di sant'Agostino d'Ippona, filosofo, teologo, vescovo e Dottore della Chiesa. Sono comunque numerosi i santi con questo nome, fra i quali si ricordano, alle date seguenti:
- 7 maggio, sant'Agostino Roscelli, sacerdote, fondatore delle Suore dell'Immacolata[12]
- 19 maggio, beato Agostino Novello detto il Panormitano, monaco, fondatore dell'Ordine dei chierici ospedalieri[12]
- 27 maggio, sant'Agostino, primo arcivescovo di Canterbury, chiamato "apostolo dell'Inghilterra"[12]
- 9 luglio, sant'Agostino Zhao Rong, sacerdote, capofila dei martiri cinesi[12]
- 3 agosto, beato Agostino Kažotić, religioso domenicano, vescovo di Zagabria e poi di Lucera[12]
- 15 agosto, beato Agostino Viela Ezcurdia C.M.F., seminarista ed appartenente ai Martiri Clarettiani di Barbastro
- 13 novembre, sant'Agostina Pietrantoni, religiosa e martire a Roma[12]
- 16 novembre, santi Agostino e Felicita, martiri a Capua[12]

## Persone

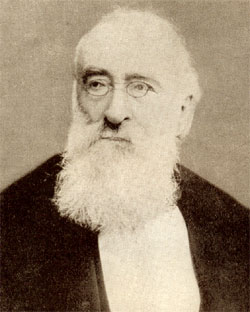
Agostino Depretis

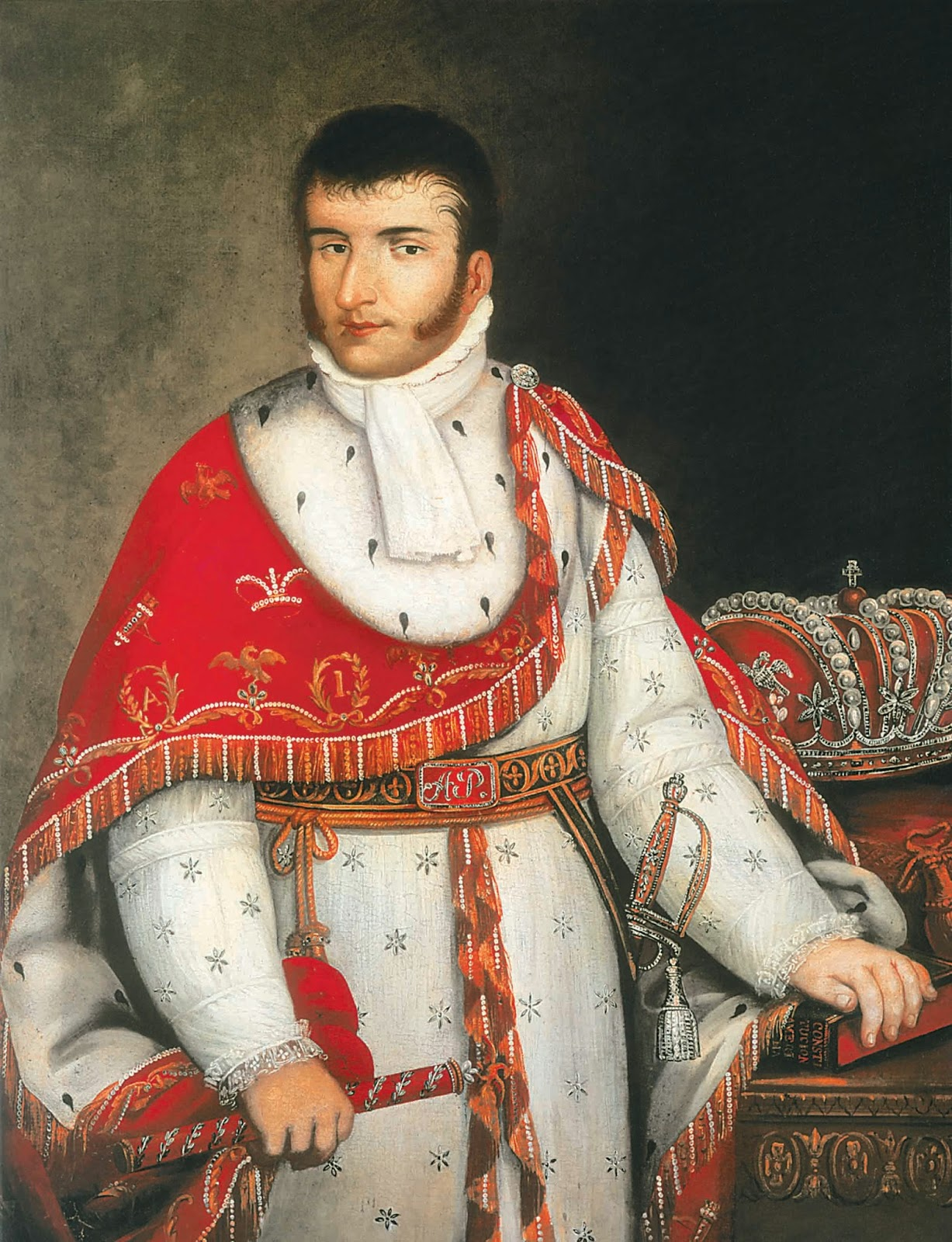
Agustín de Iturbide

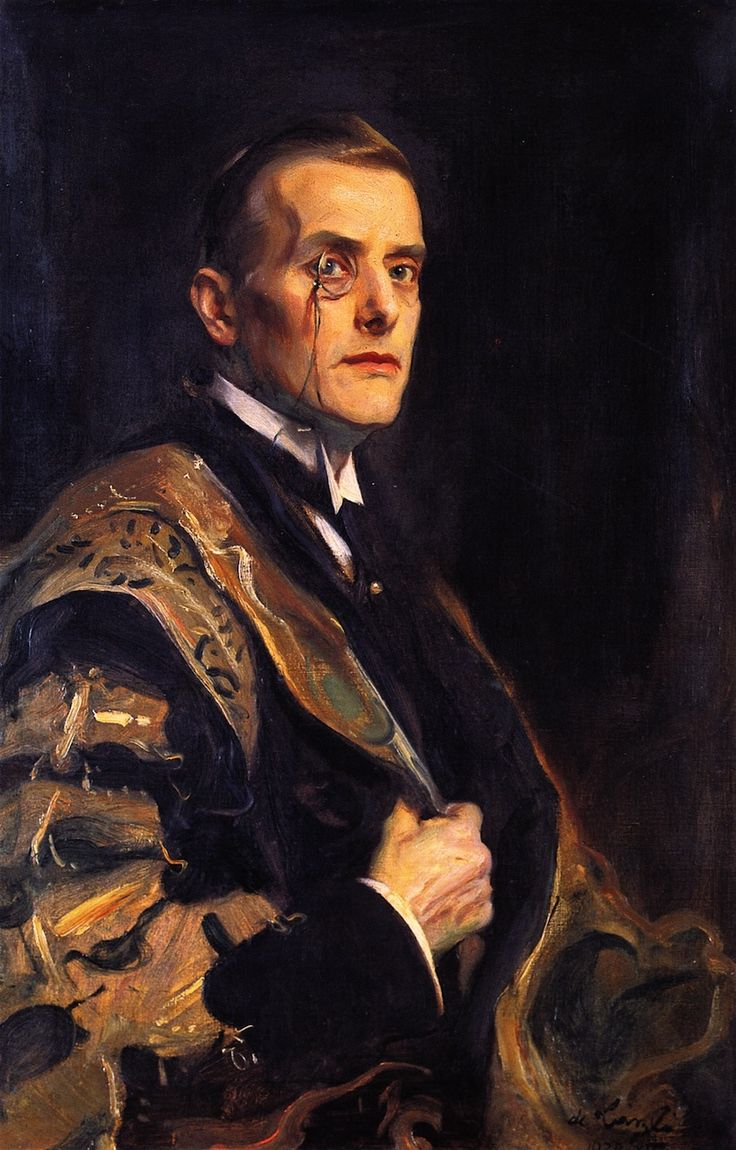
Austen Chamberlain

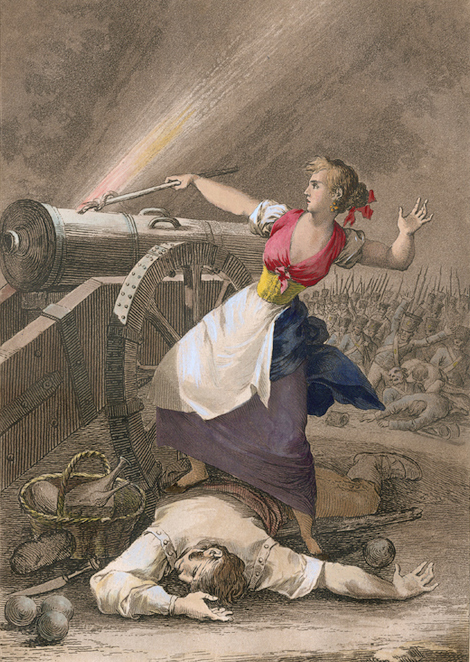
Agostina d'Aragona

- Agostino d'Ippona, filosofo, vescovo e teologo romano
- Agostino Aglio, pittore, disegnatore, incisore e litografo italiano
- Agostino Barbarigo, settantaquattresimo doge della Repubblica di Venezia
- Agostino Bassi, naturalista e botanico italiano
- Agostino Bertani, medico, patriota e politico italiano
- Agostino Busti, detto Bambaia, scultore italiano
- Agostino Carracci, pittore e incisore italiano
- Agostino Chigi, banchiere, imprenditore e armatore italiano
- Agostino Codazzi, geografo, cartografo e generale italiano
- Agostino Depretis, politico italiano
- Agostino Di Bartolomei, calciatore italiano
- Agostino Gemelli, religioso, medico, rettore e psicologo italiano
- Agostino Nifo, filosofo italiano
- Agostino Ramelli, ingegnere svizzero
- Agostino Rivarola, cardinale italiano
- Agostino Steffani, vescovo cattolico e compositore italiano

### Variante Agustín
- Agustín Barboza, cantautore, chitarrista e compositore paraguaiano
- Agustín Barrios, chitarrista e compositore paraguaiano
- Agustín de Ahumada y Villalón, ufficiale spagnolo e Viceré della Nuova Spagna
- Agustín de Iturbide, politico e militare messicano
- Agustín de Iturbide y Green, pretendente al trono del Messico
- Agustín de Jáuregui, militare e politico spagnolo
- Agustín Eyzaguirre, politico e patriota cileno
- Agustín Farabundo Martí, politico e rivoluzionario salvadoregno
- Agustín González, attore spagnolo
- Agustín Lara, compositore e cantante messicano
- Agustín Moreto, drammaturgo e religioso spagnolo

### Variante Austin
- Austin Butler, attore statunitense
- Austin Clarke, scrittore e saggista barbadiano naturalizzato canadese
- Austin Flint, medico statunitense
- Austin Flint, fisiologo statunitense, figlio del precedente
- Austin Mahone, cantante statunitense
- Austin Nichols, attore statunitense
- Austin Stevens, erpetologo, fotografo e avventuriero sudafricano

### Altre varianti maschili
- Augustine, cantante svedese
- Augustine Birrell, politico e critico letterario inglese
- Austen Chamberlain, politico britannico
- Augustin Cochin, storico e sociologo francese
- Austen Henry Layard, archeologo, diplomatico, politico e scrittore britannico
- Agostinho Neto, politico e poeta angolano
- Avguštin Stegenšek, teologo, filosofo e storico dell'arte sloveno
- Augustinus Terwesten, pittore, disegnatore e incisore olandese

### Variante femminile Agostina
- Agostina d'Aragona, patriota spagnola
- Agostina Belli, attrice italiana
- Agostina Pietrantoni, religiosa italiana
- Agostina Segatori, modella italiana

## Il nome nelle arti
- Agostino è un personaggio dell'omonimo romanzo di Alberto Moravia, e dell'omonimo film del 1962 da esso tratto, diretto da Mauro Bolognini.